# تحت سماء الوطن (مسلسل)
تحت سماء الوطن مسلسل سوري عرض في رمضان 1434هـ/2013م.

## قصة المسلسل
تدور أحداث المسلسل حول الوضع السوري الراهن بعيدا عن ((مع\ضد)). حيث ترصد القصة الأحداث المرعبة التي يعيشها المواطن السوري.

## أبطال المسلسل
- تيسير إدريس
- فايز قزق
- فايق عرقسوسي
- مهند قطيش
- شادي مقرش
- مروان فرحات
- علي القاسم
- بسام لطفي
- جهاد الزغبي
- فاتن شاهين
- ريم زينو
- جابر جوخدار
- إياد أبو شامات
- مروان أبو شاهين
- مديحة كنيفاتي
- لينا دياب
- سوسن ميخائيل